# Ewald von Kleist-Schmenzin
Barone Ewald Albert Friedrich Karl Leopold Arnold von Kleist-Schmenzin (Dobrowo, 22 marzo 1890 – Berlino, 9 aprile 1945) è stato un filosofo tedesco.
Apparteneva ad un'antica famiglia dell'aristocrazia feudale prussiana, i baroni von Kleist. Della sua famiglia facevano parte il poeta e romanziere Heinrich von Kleist e Ewald von Kleist, militare e scrittore tedesco.

## Ideologia e rapporti con il nazismo
Il barone von Kleist-Schmenzin studiò all'Università di Breslavia filosofia e storia e all'Università di Lipsia teologia, conseguendo lauree sempre con il massimo dei voti; durante la sua giovinezza conobbe il VI principe di Löwenstein, Aloys zu Löwenstein-Wertheim-Rosenberg, sostenitore delle idee monarchiche costituzionali, e ispirato dalla figura di questi scrisse il saggio filosofico "Tutto per il popolo, ma niente attraverso il popolo". Il titolo riprende una celebre frase dell'imperatore austriaco Giuseppe II, uno dei massimi sovrani illuminati.
Von Kleist-Schemenzin non era un sostenitore della monarchia assoluta, invece vedeva nella figura del re una guida, un giudice della nazione, come una figura benefica che dovesse guidare lo Stato alla perfezione, alla sua prosperità su tutti i fronti: cultura, politica estera, ecc..
In questi anni ebbe un intenso scambio di lettere con Ernst von Hohenlohe-Langenburg, esponente del partito monarchico oppositore del fascismo; nonostante fosse conservatore, il barone non vide di buon occhio l'assassinio da parte del monarchico austriaco Anton Graf von Arco auf Valley di Kurt Eisner, e tanto meno appoggiò l'entrata al governo dei nazisti, dei quali invece divenne uno strenuo oppositore.
Quando nel 1933 degli agenti delle SS esposero su una torre del suo castello la bandiera nazista, von Kleist-Schmenzin la strappò da lì e perciò fu incarcerato a Berlino per qualche tempo.
Seguentemente conobbe Hellmuth von Mücke e con lui divenne il massimo alfiere della resistenza monarchica cristiana al nazismo. Nel 1938 entrò a far parte dell'Abwehr dell'ammiraglio Wilhelm Canaris e fu mandato in missione speciale in Inghilterra per trattare una possibile resa della Germania dopo la caduta di Adolf Hitler e pare che durante la sua visita in Inghilterra fosse stato insignito dell'Ordine del Cardo.
Successivamente supportò gli agenti dell'Abwehr in Cecoslovacchia e fu corrispondente di Elard von Oldenburg-Januschau e Gottfried von Bismarck-Schönhausen segnalando le atrocità delle SS contro la popolazione civile e slava; inoltre fu uno dei primi testimoni dell'Olocausto mandando i suoi rapporti segreti su di esso a Londra.
Partecipò all'attentato a Hitler del 20 luglio 1944, fornendo due granate a Claus Schenk von Stauffenberg; fallito il colpo di Stato di Stauffenberg (se esso fosse riuscito sarebbe diventato presidente della regione di Stettino fino al ripristino degli Hohenzollern), fu arrestato da alcuni agenti della Gestapo e processato al Tribunale del Popolo dal giudice Roland Freisler: condannato a morte, fu ghigliottinato nel carcere di Plötzensee.

## Onorificenze
- Cavaliere dell'Ordine di Hohenzollern
- Cavaliere dell'Ordine dell'Aquila Nera

| Controllo di autorità | VIAF (EN) 54953787 · ISNI (EN) 0000 0000 4423 8775 · LCCN (EN) no96033423 · GND (DE) 119245469 · J9U (EN, HE) 987007285847705171 |